# SN 2012W
SN 2012W – supernowa typu II, odkryta 26 stycznia 2012 roku w galaktyce NGC 268. W momencie odkrycia, miała maksymalną jasność 16,6m.